# دی-ترت-بوتیل دی‌کربنات
دی-ترت-بوتیل دی‌کربنات (به انگلیسی: Di-tert-butyl dicarbonate) با فرمول شیمیایی C۱۰H۱۸O۵ یک ترکیب شیمیایی با شناسه پاب‌کم ۹۰۴۹۵ است. که جرم مولی آن ۲۱۸٫۲۵ g/mol می‌باشد. شکل ظاهری این ترکیب، جامد بی‌رنگ است.